# Wilhelm Trimborn
Wilhelm Trimborn (* 12. Juli 1843 in Düsseldorf; † 7. Juni 1930 in Bonn) war ein deutscher Unternehmer in der Energieversorgung. Er errichtete im Mai 1867 in Grevenbroich das erste Gaswerk für die Straßenbeleuchtung der Stadt.

## Elternhaus und Ausbildung
Sein Vater Wilhelm Trimborn sen. (* 15. April 1804 in Bergheim) hatte sich bereits Anfang der 1840er Jahre in Düsseldorf in der dortigen Stadtgaserzeugung engagiert und als Teilhaber bzw. Geschäftsführer in der 1841 vom Kupferschlägermeister Johann Franz Sinzig gegründeten Gasfabrik gearbeitet. Die Gasfabriken produzierten in dieser Zeit Gas hauptsächlich für die Straßenbeleuchtung durch Gaslaternen, das Gas war als Produkt noch nicht in die privaten Haushalte, ins Gewerbe und in die Industrie vorgedrungen. Über seinen Vater hatte Wilhelm Trimborn in der Gasfabrik die Möglichkeit, Erfahrungen zu sammeln und sich das notwendige Know-how anzueignen.

## Gründung der Gaswerke in Grevenbroich
Nach seiner Übersiedlung nach Grevenbroich gründete er 1867 am Herkenbuscher Weg, der heutigen Zedernstraße, seine eigene Gasfabrik. In den ersten Jahren wohnte er noch auf dem Werksgelände. 1871 heiratete er Johanna Wilhelmine Uhlhorn. Mit seiner Familie bezog er später eine Villa an der Lindenstraße, die ab 1926 als Postamt genutzt wurde.

## Geschichte der Grevenbroicher Gaswerke
Die Grevenbroicher Gasfabrik versorgte anfangs nur 12 bis 15 Straßenlaternen und etwa 600 weitere Beleuchtungskörper im Stadtgebiet, die über ein knapp 3 km langes, unterirdisches Rohrnetz miteinander verbunden waren. Grevenbroich hatte damals etwa 1.259 Einwohner. Das Grevenbroicher Gaswerk blieb als Privatunternehmen von 1867 bis 1925 in Familienbesitz, dann wurde es in eine Gesellschaft mit beschränkter Haftung umgewandelt. Gesellschafter waren zu diesem Zeitpunkt neben Wilhelm Trimborn auch sein Sohn Max Trimborn († 1956) sowie der Gaswerksdirektor Zielinsky. 1927 kam es dann als kommunales Gaswerk ins Eigentum der Stadt Grevenbroich. Das Werk wurde Anfang 1945 bei Bombenangriffen fast völlig zerstört, womit die Geschichte der Grevenbroicher Stadtgaserzeugung erlosch. Nach dem Krieg war eine Gas-Fernversorgung technisch möglich und ökonomisch sinnvoll, weshalb das Grevenbroicher Gaswerk nicht wiederaufgebaut wurde.

## Gesellschaftliches Engagement
Wilhelm Trimborn wurde Mitbegründer und Ehrenmitglied des Vereins der Gas-, Elektrizitäts- und Wasserfachmänner Rheinlands und Westfalens, Mitglied des Stadtrats und erster Beigeordneter der Stadt Grevenbroich. Er war zudem Mitglied im Kuratorium des Progymnasiums in Grevenbroich (des heutigen Erasmus-Gymnasiums). Außerdem war nach Vermutung von Josef Decker auch Teilhaber der Uhlhorn’schen Kratzenfabrik, die 1927 zunächst nach Konstanz und später nach Budapest verlegt wurde.